# Термы Клюни

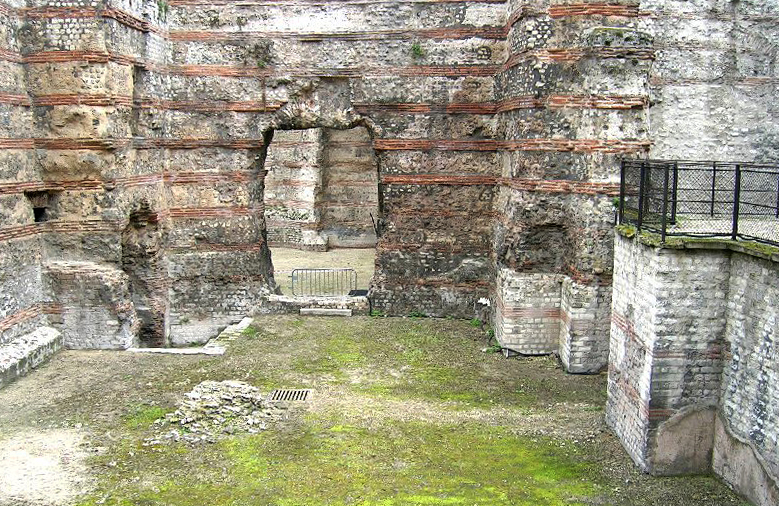
Руины кальдария

Те́рмы Клюни́ (фр. Thermes de Cluny) — руины галло-римских терм, находящиеся в сердце Латинского квартала в Париже (римской Лютеции). Являются частью одного из самых важных парижских музеев: «Национального музея Средних веков: Термы и Отель Клюни».
Предположительно термы датируются началом III века. Считается, что они были построены влиятельной гильдией лодочников Лютеции, однако этот факт поставлен под сомнение из-за отсутствия доказательств.
До наших дней сохранилась примерно треть от античного банного комплекса. В наилучшем состоянии сохранился фригидарий с архитектурными деталями, типичными для архитектуры Римской Галлии, как то: арки, колонны и консоли, фрагменты настенной живописи и мозаики.
Как и все римские термы, термы Лютеции были публичными и бесплатными. Так как термы располагались вдоль кардо на левом берегу Сены и были не защищены оборонительными сооружениями, в конце III века они подверглись атаке варварских племён и были частично разрушены.
Сегодня Термы Клюни частично включены в Музей Средневековья и являются хранилищем исторических каменных кладок, обнаруженных на территории Парижа. Сохранившийся фригидарий полностью относится к музею и является местом выставки для Колонны лодочников (фр. Pilier des Nautes). Помимо этого, бывшая палестра ныне является частью галереи 9 (Галерея французских королей и скульптур Нотр-Дама). Руины кальдария и тепидария расположены снаружи музея.